# Madison Square Garden (1925)

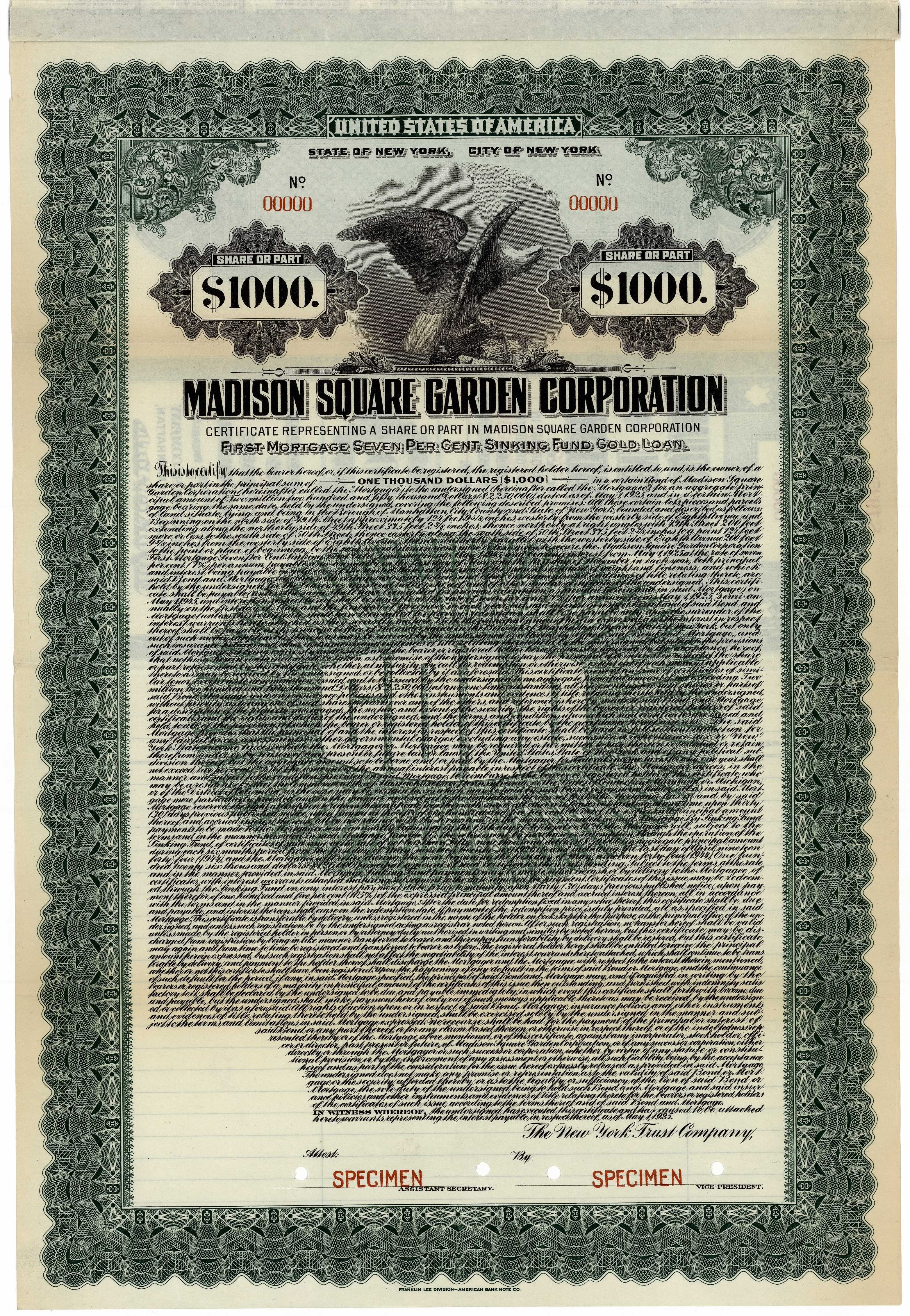
Obligation de la Madison Square Corp. en date du 1 mai 1925

Le Madison Square Garden III ( MSG III ) était une arène intérieure à New York, la troisième portant ce nom. Elle a été construite en 1925 et fermée en 1968, et était située sur la côte Ouest de la huitième avenue entre les 49e et 50e rues de Manhattan. C'était le premier Garden qui n'était pas situé près de Madison Square. MSG III était le domicile des Rangers de New York de la Ligue nationale de hockey et des Knicks de New York de la National Basketball Association.

## Construction
Le début des travaux du Madison Square Garden III date du 9 janvier 1925.Conçu par le célèbre architecte de théâtre Thomas W. Lamb, il a été construit pour un coût de 4,75 millions de dollars en 249 jours par le promoteur de boxe Tex Rickard, qui a réuni des bailleurs de fonds qu'il a appelés ses "600 millionnaires" pour financer le projet.  La nouvelle arène a été surnommée «La maison que Tex a construite». Contrairement aux tours ornées du deuxième Garden de Stanford White, l'extérieur du MSG III était une simple boîte. Sa caractéristique la plus distinctive était le chapiteau orné au-dessus de l'entrée principale, avec ses abréviations apparemment sans fin (Tomw., V / S, Rgrs, Tonite, Thru, etc. ) Même le nom de l'arène était abrégé, "Madison Sq. Garden". 
L'aréne, qui a ouvert ses portes le 15 décembre 1925, mesurait 61 mètres par 114 mètres, avec des sièges sur trois niveaux, et une capacité maximale de 18 496 spectateurs pour la boxe. Il avait une mauvaise visibilité, en particulier pour le hockey, en effet les fans assis pratiquement n'importe où derrière la première rangée du balcon latéral étaient contraints d'un champ de vision réduit d'une partie de la glace. 
Dans son histoire, le Madison Square Garden III était dirigé par Rickard, John S. Hammond, William F. Carey, John Reed Kilpatrick, Ned Irish et Irving Mitchell Felt. Il a finalement été remplacé par l'actuel Madison Square Garden. 

## Événements

### Sportifs

#### Boxe
La boxe était la principale activité du Madison Square Garden III. Le premier combat a eu lieu le 8 décembre 1925, une semaine avant l'ouverture officielle de l'aréne. Le 17 janvier 1941, 23 190 personnes ont assisté à la défense du titre des poids mi-moyens de Fritzie Zivic contre Henry Armstrong, la plus grande attendance des différents Gardens. 

#### Hockey
Les Rangers de New York, appartenant au propriétaire du Garden Tex Rickard, ont obtenu leur nom d'un jeu de mots impliquant son nom: Tex's Rangers . Cependant, les Rangers n'étaient pas la première équipe de la NHL à jouer au Garden; les Américains de New York avaient commencé à jouer en 1925 – et ont officiellement ouvert le Garden en s'inclinant face aux Canadiens de Montréal, 3-1 – et ont eu un succès si formidable que Rickard voulait lui aussi sa propre équipe.  
Les Rangers ont été fondés en 1926, jouant leur premier match dans le Garden le 16 novembre 1926  et les deux équipes ont joué dans la salle jusqu'à ce que les Américains suspendent leurs opérations en 1942 en raison de la Seconde Guerre mondiale. Entre-temps, les Rangers avaient usurpé le succès commercial des Américains avec leur propre succès sur la glace, remportant trois coupes Stanley entre 1928 et 1940. 

#### Basketball
Le premier match de basket professionnel a été joué dans le 50th Street Garden le 6 décembre 1925, neuf jours avant l'ouverture officielle de l'aréne. Il opposait les Celtics de New York aux Five de Washington Palace ; les Celtics ont gagné 35-31.  
Les Knicks de New York y ont fait leurs débuts en 1946, bien que s'il y avait un match universitaire important, ils ont joué dans le 69th Regiment Armory.  Le MSG III a également accueilli le NBA All-Star Game en 1954, 1955 et 1968. 

#### Lutte professionnelle
La Capitol Wrestling Corporation - ainsi que son successeur, la World Wide Wrestling Federation ont encouragé la lutte professionnelle au Garden au cours de ses deux dernières décennies. Toots Mondt et Jess McMahon étaient propriétaires du CWC, qui avait initialement promu la lutte par équipe. Tout au long des années 1950 et 1960, Mondt et McMahon ont réussi à promouvoir des héros ethniques d'origine portoricaine ou italienne. 
Deux événements particulièrement marquants de l'histoire de la lutte ont eu lieu au MSG III. Le 17 mai 1963, Bruno Sammartino a vaincu Buddy Rogers, "Nature Boy", via soumission, en 48 secondes, pour devenir le deuxième champion du monde poids lourd de la WWWF. Le 19 novembre 1957, le combat entre Dr Jerry Graham & Dick the Bruiser et Edouard Carpentier & Antonino Rocca a conduit à une émeute impliquant les fans de Carpentier et Rocca. Après l'émeute, la ville de New York a presque interdit la lutte professionnelle et les enfants de moins de 14 ans n'ont pas été autorisés à y assister.

#### Cyclisme
De 1925 à 1961, le Madison Square Garden III a accueilli les Six jours de New York, un événement de course annuel de six jours de cyclisme sur piste. Il y a eu 73 éditions de cet événement. 

### Autres divertissements

#### Cirque
Alors que les Ringling Bros. and Barnum & Bailey Circus avaient fait leurs débuts au deuxième Garden en 1919, le troisième Garden a vu un grand nombre de représentations. Le cirque était si important pour le Garden que lorsque les Rangers ont disputé la finale de la Coupe Stanley en 1928, l'équipe a été forcée de jouer tous les matchs à l'extérieur, ce qui n'a pas empêché les Rangers de gagner la finale. 
Les acrobaties du cirque incluaient des actes dans les anneaux ainsi que sur le haut fil et le trapèze. Un acte qui n'a été exécuté que dans le Garden. Il a impliqué Blinc Candlin, un pompier de Hudson à New York, qui montait son antique vélo à roues hautes des années 1880 sur le fil haut chaque saison pendant plus de deux décennies commençant dans les années 1910 et se poursuivant bien dans les années 1930. 

#### Exposition canine
Le Jardin a continué d'accueillir l'exposition canine annuelle du Westminster Kennel Club. Ce championnat est le deuxième événement américain du genre, en cours d'exécution (derrière seulement le Kentucky Derby). 

### Événements notables
- Un des premiers événements au troisième Garden était une course cycliste qui a eu lieu du 24 au 29 novembre, plusieurs semaines avant l'ouverture officielle de l'aréne.
- Bien que MSG III n'ait jamais accueilli de convention politique nationale, en 1932 Franklin Delano Roosevelt a poursuivi une tradition commencée en 1892 par Grover Cleveland, lorsque 22 000 personnes sont venues à un rassemblement organisé pour le soutenir dans sa candidature à la présidence américaine. En 1936, Roosevelt y prononça son dernier discours de campagne avant les élections.
- Le 15 mars 1937, un rassemblement massif de «Boycott de l'Allemagne nazie » a eu lieu dans le Garden, parrainé par le Congrès juif américain et le Comité du travail juif. John L. Lewis, du Congrès des organisations industrielles et le maire de New York, Fiorello LaGuardia, étaient parmi les conférenciers[4].
- La patineuse sur glace et star de cinéma Sonia Henie a apporté la Hollywood Ice Review au Garden en 1938, attirant plus de 15 000 fans.
- Le 20 février 1939, une organisation pro-nazie appelée German American Bund a organisé un rassemblement avec plus de 20 000 personnes présentes au Madison Square Garden III. En décembre 1941, le gouvernement américain interdit le groupe.
- En 1957, l'évangéliste, Billy Graham avait une mission à New York au Jardin, qui se déroulait tous les soirs pendant 16 semaines.
- En 1940, 13 000 personnes ont assisté au rodéo, avec Gene Autry.
- Elizabeth Taylor était l'hôte lorsque le producteur hollywoodien Mike Todd a organisé une fête d'anniversaire pour son film Le Tour du monde en 80 jours le 17 octobre 1957, avec Marilyn Monroe montant un éléphant.
- Monroe a également chanté de manière mémorable le Joyeux anniversaire au président John F. Kennedy lors de sa fête d'anniversaire au Jardin en mai 1962.
- Au début des années 1960, le MSG III était le site du Daily News Jazz Festival[5].

## Démolition
La démolition a commencé en 1968 après l'ouverture du quatrième et actuel Madison Square Garden. Il s'est terminé au début de 1969. Lorsque le troisième Madison Square Garden a été démoli, il a été proposé de construire le plus haut bâtiment du monde sur le site, déclenchant une bataille majeure dans le quartier de Hell's Kitchen où il se trouvait. En fin de compte, le débat a abouti à des restrictions de hauteur strictes dans la région. L'espace est resté un parking jusqu'en 1989 lorsque One Worldwide Plaza, conçu par David Childs, a ouvert ses portes sur le site de l'ancien Garden et du French Polyclinic Hospital de l'autre côté de la rue. 